# Uczta Baltazara (dramat)
Uczta Baltazara (hiszp. ː La cena del rey Baltasar) – auto sacramental Pedra Calderóna de la Barki opartych na tematyce biblijnej. Głównym wątkiem fabularnym utworu jest starotestamentowa Uczta Baltazara króla babilońskiego.

## Osoby
| Osoba          | Jej rola w dramacie |
| -------------- | ------------------- |
| Baltazar       | król                |
| Myśl           | Baltazara           |
| Próżność       | żona Baltazara      |
| Bałwochwalstwo | żona Baltazara      |
| Daniel         | prorok              |
| Śmierć         |                     |

## Miejsce akcji
Akcja utworu rozgrywa się w pałacu królewskim w Babilonie.

## Analiza
Uczta Baltazara uchodzi za jeden z najbardziej charakterystycznych autosów Calderóna. Upadek potężnego króla stanowi ilustrację typowo barokowej myśli o znikomości i marności wszelkich ziemskich splendorów. Potężny władca, wyraziście zarysowany przez autora, drwi sobie z zasad moralnych. Przekonany, że nikt nie zdoła zerwać jego związków z uwielbiającymi go kobietami, ze zdziwieniem słyszy, że los jego może odmienić ręka Boga. Prorok ostrzega go, by zerwał z drogą, która wiedzie go ku śmierci. Autor inicjuje makabryczny taniec śmierci. Daniel walczy ze śmiercią, chcąc dać królowi szansę do poprawy i skruchy. W fantastycznej scenerii dramatu pojawiają się poetyckie symboleː statua jeźdźca na koniu, trzymanego za uzdę przez Bałwochwalstwo, Próżność stojąca na wieży, przystrojona piórami. Jak w baśni statua zapada się nagle, wieża ulatuje w górę. Zgodnie z tekstem biblijnym prorok Daniel tłumaczy podczas uczty królowi słowa wypisane tajemniczą ręką. Przerażony czekającym go tragicznym końcem, król próbuje uciekać, dosięga go jednak Śmierć. Pojawia się znowu stół, na nim kielich z hostią i dwie świece po bokach. Świętokradcza uczta króla zmienia się w ucztę eucharystyczną. W końcowej apoteozie Calderón osiąga cel autosu. Utwór został oceniony niezwykle wysoko właśnie ze względu na tę widowiskową przemianę. Uczta Baltazara należy do najbardziej znanych i najczęściej studiowanych autosów poety.

## Uczta Baltazaraw Polsce
Polski przekład Uczty Baltazara ukazał się drukiem nakładem oo. oblatów w Lublińcu w 1928 roku. Tłumaczenia  z niemieckiego dokonał ks. Jan Bujara.